# Silence (droit)
 (juillet 2014).
Si vous disposez d'ouvrages ou d'articles de référence ou si vous connaissez des sites web de qualité traitant du thème abordé ici, merci de compléter l'article en donnant les références utiles à sa vérifiabilité et en les liant à la section « Notes et références ».
Dans le contexte du droit, le mot silence a des significations spécifiques.
le silence de la loise constate lorsqu'aucun texte ne prévoit un fait constaté. Il ne peut alors y avoir d'infraction.
le silence d'une partiequi peut être physique ou morale et privée ou publique (l'administration) est l'absence de réponse à une demande ou sollicitation. Des règles déterminent si le silence vaut approbation ou refus.